# Gli avventurieri del tempo
Gli avventurieri del tempo (Adventurers - Mission Zeitreise) è una serie televisiva a cartoni animati di produzione tedesca e britannica.

## Personaggi e doppiatori
| Personaggio | Doppiatore originale | Doppiatore italiano |
| ----------- | -------------------- | ------------------- |
| Fiamma      | Tara Jayne           | Francesca Manicone  |
| Nevin       | Ty Moore             | Alessandro Tiberi   |
| Paul        | -                    | Gabriele Lopez      |
| Kikko       | Amy Birnbaum         | Valeria Vidali      |
| Krupnik     | Tom Clarke-Hill      | Franco Mannella     |
| Chiocciolo  | -                    | Massimo Corizza     |

- Voci aggiunte: Dario Penne, Pasquale Anselmo, Roberto Draghetti

## Episodi
1. Adventures in Time
2. Escape from Pompeii
3. Paul Revere's Heroic Ride
4. A Midsummer Night's Conspiracy
5. Mutiny at Sea
6. An Artistic Disaster
7. The Pharaoh's Return
8. The Wildest West
9. Perilous Mountain
10. If the Bell Never Rang
11. Bridge to the New World
12. A Healing Remedy
13. Countdown to Danger
14. Hot Air Rising
15. Court of the Khan
16. Missed Flight
17. Minuet of Mayhem
18. Seizing the High Seas
19. Stealing the Sun
20. Silence Projected
21. Let the Games Begin
22. A March of Victory
23. A Light in the Darkness
24. Law and Disorder
25. The Black Knight
26. The Secret of the Sphinx

## Curiosità
- Il titolo dell'episodio 24, Law and Disorder, è una parodia del telefilm Law & Order.